# Halecium scalariformis
Halecium scalariformis är en nässeldjursart som beskrevs av Chantal Billard 1929. Halecium scalariformis ingår i släktet Halecium och familjen Haleciidae. Inga underarter finns listade i Catalogue of Life.